# Monica Seles
Monica Seles (Novi Sad, 2 de dezembro de 1973) é uma ex-tenista sérvia (nascida na antiga Iugoslávia), naturalizada norte-americana. Durante sua carreira, Monica venceu nove títulos Grand Slam e tornou-se a mais jovem campeã de Roland-Garros, em 1990. Foi uma das jogadoras que dominaram o circuito nos anos 1990. Entretanto, em 30 de abril de 1993, Seles foi apunhalada pelo alemão Günter Parche, fã obcecado de sua jogadora rival Steffi Graf. Após este incidente, ela não voltou a jogar no tour durante dois anos. Voltou a ter algum sucesso após ter retornado aos jogos competitivos, em 1996, conquistou o Australian Open mais uma vez, o que foi o último grande título obtido em sua carreira após seu afastamento. Encerrou sua carreira no tênis em 2003, após derrota na primeira rodada do torneio Roland-Garros. Tentou retornar ao circuito profissional algumas vezes, mas sem sucesso por problemas no pé. Selles anunciou a aposentadoria definitiva em 14 de fevereiro de 2008.
Monica entrou para o International Tennis Hall of Fame em 2009.

## Biografia
Monica Seles (em sérvio Моника Селеш/Monika Seleš) nasceu em Novi Sad, Vojvodina, Sérvia (então Jugoslávia, hoje Sérvia) em 1973. É de etnia magiar (seu nome escreve-se Szeles Mónika em húngaro, segundo a convenção magiar que coloca o sobrenome em primeiro lugar).
Monica começou a jogar ténis aos seis anos de idade, treinada pelo seu pai, Karolj Seleš. Ganhou o seu primeiro torneio aos nove anos (apesar de não conhecer bem o sistema de pontuação do jogo e de ter apenas uma vaga ideia de estar em vantagem ou desvantagem durante as partidas). Em 1985, com onze anos, ganhou o prestigiado Orange Bowl em Miami, Flórida, e despertou a atenção do treinador de ténis Nick Bollettieri. Em 1986, a família Seleš mudou-se da Iugoslávia para os Estados Unidos e Monica integrou a Nick Bollettieri Tennis Academy, onde treinou durante dois anos.

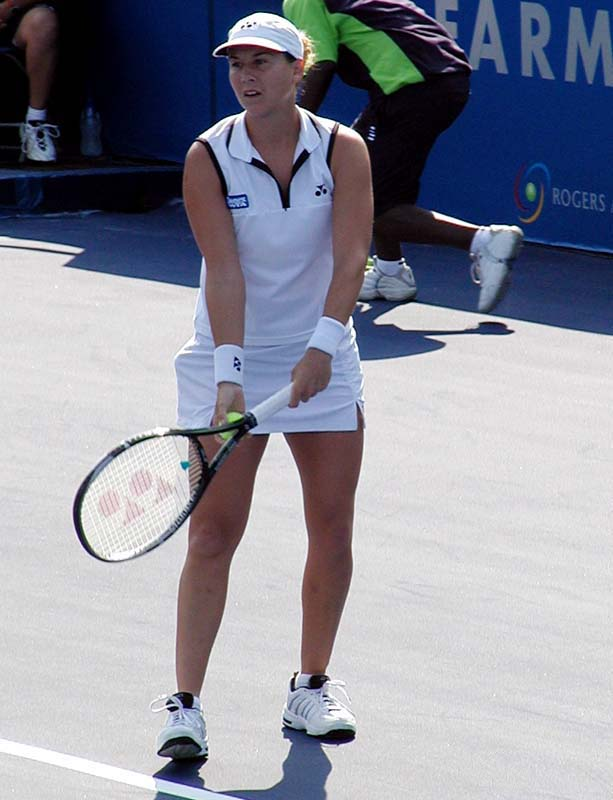
Monica Seles no Canada Masters 2001

Seles disputou o seu primeiro torneio oficial em 1988, aos 14 anos de idade. No ano seguinte, dedicou-se a tempo integral ao tour profissional e conquistou o primeiro título da sua carreira em Houston, em Maio de 1989, batendo Chris Evert na final. Um mês depois, Seles chegou às meias-finais na sua estreia nos torneios do Grand Slam, em Roland-Garros, onde perdeu para a número 1 do mundo, Steffi Graf. Seles terminou o seu primeiro ano no tour classificada no 6.º lugar do ranking mundial.
Com potentes forehands e backhands a duas mãos e uma forte devolução de serviço, Seles é considerada por muitos como a primeira jogadora "de força" do ténis feminino, abrindo caminho para outras estrelas como Serena Williams e Maria Sharapova. Seles ficou também famosa pelos ruidosos gemidos que emitia quando batia na bola. Em alguma ocasiões, isto originou mesmo protestos por parte dos adversários (que afirmavam desconcentrar-se com os gritos e que estes não lhes permitiam ouvir a pancada da raquete na bola) e avisos por parte dos juízes para que fizesse menos barulho.
Seles ganhou o seu primeiro título do Grand Slam em Roland-Garros, em 1990. Enfrentando na final Steffi Graf, número um do mundo, Seles evitou quatro bolas de set no tie-break do primeiro parcial (que acabou por ganhar por 8-6) conseguindo fechar o encontro em sets consecutivos. Com isto, Seles tornou-se na mais nova vencedora do Open de França, com a idade de 16 anos e 6 meses.

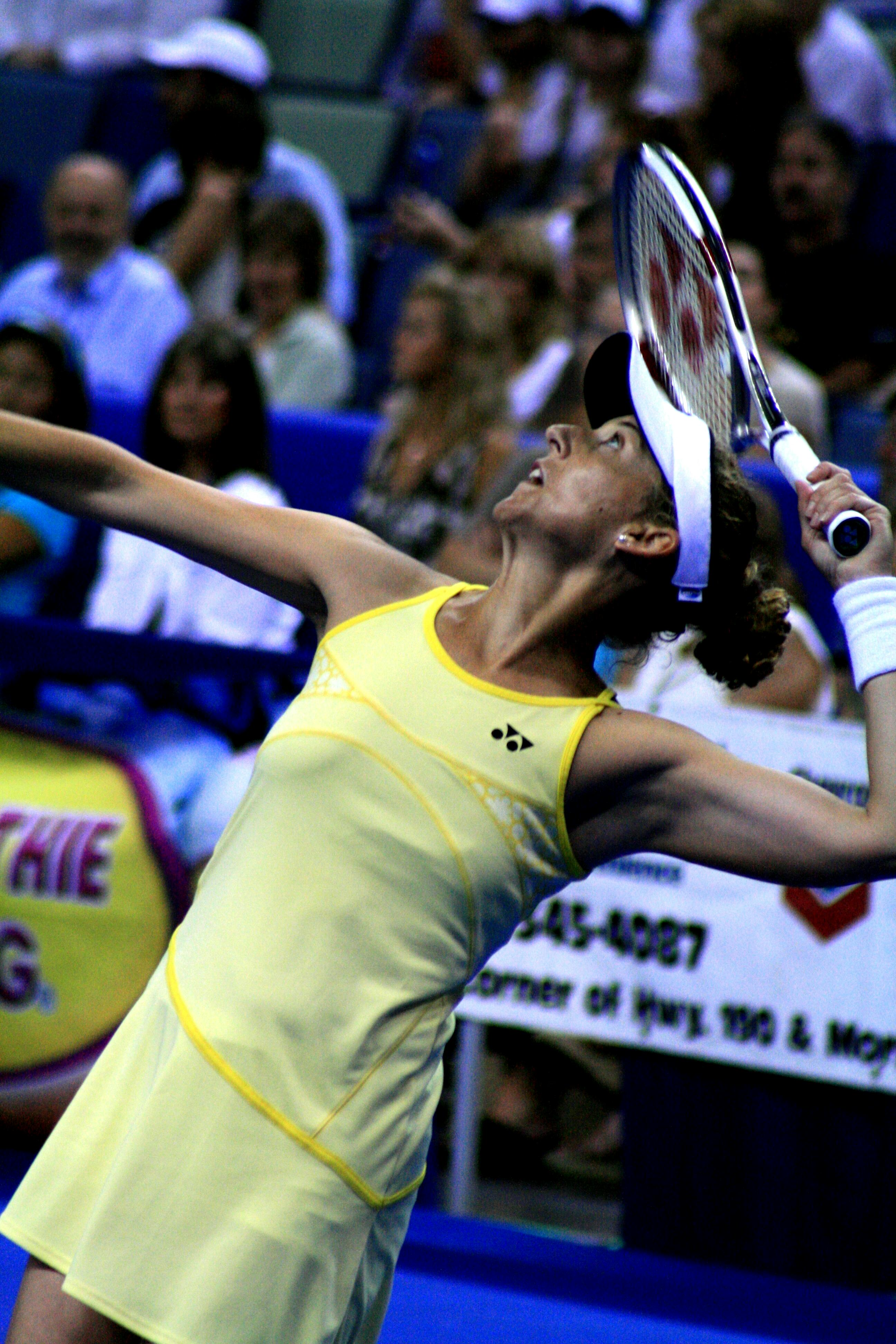
Monica Seles em 2007

O ano de 1991 foi o primeiro de dois anos em que Seles dominou completamente a competição feminina. Começou por ganhar o Open da Austrália em janeiro, batendo Jana Novotná na final. Em Março, destronou Graf como número 1 mundial, defendendo depois com sucesso o seu título de Roland-Garros frente à anterior vencedora mais nova, a espanhola Arantxa Sánchez Vicario. Contudo, depois disto, Seles não jogou o torneio de Wimbledon, parando por seis semanas devido a dores na panturrilha. Regressou a tempo do Aberto dos Estados Unidos, que venceu depois de derrotar na final Martina Navrátilová, o que lhe permitiu cimentar a liderança do ranking mundial. Ajudou também a Jugoslávia a vencer a Taça Hopman nesse mesmo ano.
1992 foi um ano igualmente dominante. Defendeu com sucesso os seus títulos nos Opens da Austrália, da França e dos Estados Unidos. Chegou, também, à final de Wimbledon, mas não conseguiu quebrar o domínio de Graf em piso de grama, perdendo por 6-2 e 6-1.
Entre Janeiro de 1991 e Fevereiro de 1993, Monica Seles ganhou 22 títulos e disputou as finais de 33 dos 34 torneios em que participou. Acumulou um recorde impressionante de 159 vitórias contra apenas 12 derrotas (92.9% de vitórias), incluindo uma série de 55 vitórias e uma derrota em provas do Grand Slam.
1993 também marcou o ano em que ela sofreu um ataque no torneio de Hamburgo em 30 de abril. Aos 19 anos, num jogo das quartas de final contra a búlgara Magdalena Maleeva, a tenista iugoslava foi esfaqueada nas costas pelo agressor alemão Günter Parche (38 anos na época), que afirmou (no momento de sua prisão) que a atacou para que ela não destronasse Steffi Graf.

## Grand Slam finais

### Simples 13 finais (9 títulos 4 vices)
| Resultado | Ano  | Campeonato           | Piso   | Oponente                | Placar             |
| --------- | ---- | -------------------- | ------ | ----------------------- | ------------------ |
| Campeã    | 1990 | Aberto da França     | Saibro | Steffi Graf             | 7–6(8–6), 6–4      |
| Campeã    | 1991 | Australian Open      | Duro   | Jana Novotná            | 5–7, 6–3, 6–1      |
| Campeã    | 1991 | Aberto da França (2) | Saibro | Arantxa Sánchez Vicario | 6–3, 6–4           |
| Campeã    | 1991 | US Open              | Duro   | Martina Navrátilová     | 7–6(7–1), 6–1      |
| Campeã    | 1992 | Australian Open (2)  | Duro   | Mary Joe Fernandez      | 6–2, 6–3           |
| Campeã    | 1992 | Aberto da França (3) | Saibro | Steffi Graf             | 6–2, 3–6, 10–8     |
| Vice      | 1992 | Wimbledon            | Grama  | Steffi Graf             | 2–6, 1–6           |
| Campeã    | 1992 | US Open (2)          | Duro   | Arantxa Sánchez Vicario | 6–3, 6–3           |
| Campeã    | 1993 | Australian Open (3)  | Duro   | Steffi Graf             | 4–6, 6–3, 6–2      |
| Vice      | 1995 | US Open              | Duro   | Steffi Graf             | 6–7(6–8), 6–0, 3–6 |
| Campeã    | 1996 | Australian Open (4)  | Duro   | Anke Huber              | 6–4, 6–1           |
| Vice      | 1996 | US Open              | Duro   | Steffi Graf             | 5–7, 4–6           |
| Vice      | 1998 | Aberto da França     | Saibro | Arantxa Sánchez Vicario | 6–7(5–7), 6–0, 2–6 |

### Olimpíadas Simples: Decisão do Bronze
| Resultado | Ano  | Campeonato | Piso | Oponente     | Placar   |
| --------- | ---- | ---------- | ---- | ------------ | -------- |
| Bronze    | 2000 | Sydney     | Duro | Jelena Dokić | 6–1, 6–4 |

### Tier I Duplas finais (4)
| Resultado | Ano  | Campeonato | Piso   | Parceira           | Oponentes                        | Placar             |
| --------- | ---- | ---------- | ------ | ------------------ | -------------------------------- | ------------------ |
| Campeã    | 1990 | Roma       | Saibro | Helen Kelesi       | Laura Garrone Laura Golarsa      | 6–3, 6–4           |
| Campeã    | 1991 | Roma       | Saibro | Jennifer Capriati  | Nicole Bradtke Elna Reinach      | 7–5, 6–2           |
| Campeã    | 1992 | Roma       | Saibro | Helena Suková      | Katerina Maleeva Barbara Rittner | 6–1, 6–2           |
| Vice      | 1999 | Miami      | Duro   | Mary Joe Fernandez | Martina Hingis Jana Novotná      | 6–0, 4–6, 6–7(1–7) |

## Linha de tempo do desempenho
| Torneio                | Carreira | 1988 | 1989 | 1990 | 1991 | 1992 | 1993 | 1994 | 1995 | 1996 | 1997  | 1998  | 1999  | 2000  | 2001  | 2002  | 2003 |
| ---------------------- | -------- | ---- | ---- | ---- | ---- | ---- | ---- | ---- | ---- | ---- | ----- | ----- | ----- | ----- | ----- | ----- | ---- |
| Australian Open        | 43-4     | -    | -    | -    | V    | V    | V    | -    | -    | V    | -     | -     | SF    | A     | QF    | SF    | 2R   |
| Roland-Garros          | 54-8     | -    | SF   | V    | V    | V    | -    | -    | -    | QF   | SF    | F     | SF    | QF    | -     | QF    | 1R   |
| Wimbledon              | 30-9     | -    | 4R   | QF   | -    | F    | -    | -    | -    | 2R   | 3R    | QF    | 3R    | QF    | A     | QF    | A    |
| US Open                | 53-10    | -    | 4R   | 3R   | V    | V    | -    | -    | F    | F    | QF    | QF    | QF    | QF    | 4R    | QF    | -    |
| Grand Slam Vit-Der     | 180-31   | 0-0  | 11-3 | 13-2 | 21-0 | 27-1 | 7-0  | 0-0  | 6-1  | 17-3 | 11-3  | 14-3  | 16-4  | 12-3  | 7-2   | 17-4  | 1-2  |
| WTA Tour Championships | 18-6     | -    | QF   | V    | V    | V    | -    | -    | -    | 4R   | 4R    | QF    | -     | F     | -     | QF    | -    |
| Finais                 | 32       | 0    | 2    | 0    | 6    | 4    | 1    | 0    | 1    | 2    | 4     | 2     | 2     | 3     | 2     | 1     | 2    |
| Títulos ganhos         | 53       | 0    | 1    | 9    | 10   | 10   | 2    | 0    | 1    | 5    | 3     | 2     | 1     | 3     | 4     | 2     | 0    |
| Vitórias-Derrotas      | 595-122  | 5-3  | 33-8 | 54-6 | 74-6 | 70-5 | 17-2 | 0-0  | 11-1 | 47-8 | 45-13 | 46-13 | 38-13 | 58-13 | 40-10 | 47-14 | 10-7 |
| Ranking final          | -        | 86   | 6    | 2    | 1    | 1    | 8    | -    | 1    | 2    | 5     | 6     | 6     | 4     | 10    | 7     | 60   |

## Confronto vs Tenistas da WTA
Tenistas que foram N. 1 do mundo estão em destaque.
- Conchita Martínez 20–1
- Arantxa Sánchez Vicario 20–3
- Mary Joe Fernandez 15–1
- Gabriela Sabatini 11–3
- Ai Sugiyama 10–0
- Nathalie Tauziat 10–0
- Martina Navratilova 10–7
- / Manuela Maleeva Fragniere 9–0
- Anke Huber 9–0
- Amanda Coetzer 9–1
- Sandrine Testud 9–2
- Jennifer Capriati 9–5
- Barbara Schett 6–0
- Chanda Rubin 5–0
- Anna Kournikova 5–1
- Brenda Schultz-McCarthy 5–1
- Julie Halard-Decugis 5–1
- / Natasha Zvereva 5–1
- Irina Spîrlea 5–3
- Mary Pierce 5–4
- Steffi Graf 5–10
- Martina Hingis 5–15
- Barbara Paulus 4–0
- Lori McNeil 4–0
- Magdalena Maleeva 4–1
- Zina Garrison 4–1
- / Jelena Dokić 4–1
- Justine Henin 4–3
- Jana Novotná 4–4
- Dominique Van Roost 3–0
- Patty Schnyder 3–0
- Iva Majoli 3–1
- Kimiko Date-Krumm 3–1
- Amélie Mauresmo 3–2
- Lindsay Davenport 3–10
- Paola Suárez 2–0
- Alicia Molik 2–0
- Karina Habšudová 2–0
- Helena Suková 2–0
- Pam Shriver 2–0
- / Hana Mandlíková 2–0
- Katerina Maleeva 2–0
- Daniela Hantuchová 1–0
- Elena Dementieva 1–0
- Kim Clijsters 1–0
- Maria Sharapova 1–0
- Chris Evert 1–2
- Serena Williams 1–4
- Venus Williams 1–9
- Nadia Petrova 0–2